# Liste der Kulturgüter in Pieterlen
Die Liste der Kulturgüter in Pieterlen enthält alle Objekte in der Gemeinde Pieterlen im Kanton Bern, die gemäss der Haager Konvention zum Schutz von Kulturgut bei bewaffneten Konflikten, dem Bundesgesetz vom 20. Juni 2014 über den Schutz der Kulturgüter bei bewaffneten Konflikten sowie der Verordnung vom 29. Oktober 2014 über den Schutz der Kulturgüter bei bewaffneten Konflikten unter Schutz stehen.
Objekte der Kategorie A und B sind vollständig in der Liste enthalten, Objekte der Kategorie C fehlen zurzeit (Stand: 1. April 2024). Unter übrige Baudenkmäler sind geschützte Objekte zu finden, die im Bauinventar des Kantons Bern als «schützenswert» verzeichnet sind.

## Kulturgüter
| Foto | | Objekt                                                                                                   | Kat. | Typ | Standort                            | Beschreibung |
| --- | --- | --- | ---- | --- | ----------------------------------- | --- |
| [[Vorlage:Bilderwunsch/code!/O:Liste der Kulturgüter in Pieterlen!/C:47.17627,7.33745!/D: '"`UNIQ--nowiki-00000009-QINU`"' Totenweg / Bünden / Kirche, frühmittelalterliches-mittelalterliches Gräberfeld und Kirche !/\|BW]] | Datei hochladen · Wikidata zu Totenweg / Bünden / Kirche, mittelalterliches Gräberfeld / Kirche (Q112063613) | Totenweg / Bünden / Kirche, frühmittelalterliches-mittelalterliches Gräberfeld und Kirche KGS-Nr.: 09577 | A    | F/X | 592330 / 225040                     | 1928 bei Ausgrabungen am Kirchweg (Totenweg) südöstlich der Kirche entdecktes frühmittelalterliches Gräberfeld. Die Grabbeigaben lassen darauf schliessen, dass es sich bei den Bestatteten um Burgunder und Alamannen aus dem 6. und 7. Jahrhundert handelt. |
| ja | Datei hochladen · Wikidata zu Haus zum Himmel (Q29674476)                                                    | Himmelhaus KGS-Nr.: 01157                                                                                | B    | G   | Alte Landstrasse 10 592270 / 224990 | Nach dem Dorfbrand von 1726 vom fürstbischöflichen Sekretär J. Laubscher wiederaufgebautes Wohnhaus, unter Verwendung von Teilen der Vorgängerbauten aus dem 17. Jahrhundert. In den Hang hineingebauter Massivbau unter einem hohen geknickten Vollwalmdach und mit zurückhaltender Kalksteingliederung. Im Innern sind zwei Zimmer im Rokoko-Stil erhalten geblieben.              |
| ja | Datei hochladen · Wikidata zu Reformierte Kirche Pieterlen (Q29674492)                                       | Reformierte Kirche KGS-Nr.: 01158                                                                        | B    | G   | Kirchgasse 15, 17 592215 / 225066   | Im Kern romanisches Kirchengebäude mit Apsis aus dem zweiten Viertel des 14. Jahrhunderts, Turm aus der ersten Hälfte des 15. Jahrhunderts und Umbauten von 1615 und 1858. Zweijochiger Chor mit Kreuzrippengewölbe, dessen westlicher Schlussstein eine ungewöhnliche Ikonographie aufweist (drei menschliche Schenkel). Das 1941 angefertigte Glasgemälde stammt von Paul Zehnder. |

## Übrige Baudenkmäler
Hinweis: Anstelle der KGS-Nummer wird als Objekt-Identifikator (ID) die Grundstücksnummer verwendet.
| ID                                             | Foto |                 | Objekt                               | Typ | Standort                                                   | Beschreibung |
| ---------------------------------------------- | ---- | --------------- | ------------------------------------ | --- | ---------------------------------------------------------- | ------------ |
| 5                                              | BW   | Datei hochladen | Pfarrhaus (1677)                     | G   | Alte Landstrasse 14 592219 / 225003                        |              |
| 5                                              | BW   | Datei hochladen | Ofen- und Waschhaus (1871)           | G   | Alte Landstrasse 14a 592234 / 224990                       |              |
| 5                                              | BW   | Datei hochladen | Schopf (frühes 19. Jh.)              | G   | Alte Landstrasse 14b 592218 / 225016                       |              |
| 5                                              | BW   | Datei hochladen | Brunnen (1790)                       | K   | Alte Landstrasse N.N. 592257 / 224984                      |              |
| 17                                             | BW   | Datei hochladen | Primarschulhaus (1956)               | G   | Bielstrasse 11 591930 / 224766                             |              |
| 17                                             | BW   | Datei hochladen | Primar- und Sekundarschulhaus (1911) | G   | Bielstrasse 13 591899 / 224798                             |              |
| 17                                             | BW   | Datei hochladen | Turnhalle (1932/33)                  | G   | Bielstrasse 15 591870 / 224828                             |              |
| 25                                             | BW   | Datei hochladen | Brunnen (1745)                       | K   | Brunnenweg N.N. 592259 / 224939                            |              |
| 110; 1412; 1413; 1414; 1431; 1432; 1460; 1461  | BW   | Datei hochladen | Siedlung Sonnenhof (1927/28)         | G   | Gräuschenweg 7, 9, 11, 13, 15, 17, 19, 21 592520 / 224275  |              |
| 120                                            | ja   | Datei hochladen | Speicher (Mitte 17. Jh.)             | G   | Alte Landstrasse 19 592094 / 224989                        |              |
| 201                                            | BW   | Datei hochladen | Ehemalige Mühle (1799)               | G   | Alte Landstrasse 18 592182 / 224996                        |              |
| 384                                            | BW   | Datei hochladen | Aula und Abwartwohnung (1965)        | G   | Moosgasse 32 591814 / 224674                               |              |
| 384                                            | BW   | Datei hochladen | Sekundarschulhaus (1965)             | G   | Moosgasse 34 591787 / 224689                               |              |
| 384                                            | BW   | Datei hochladen | Turnhalle (1965)                     | G   | Moosgasse 36 591828 / 224721                               |              |
| 398; 493; 916; 1430                            | BW   | Datei hochladen | Siedlung Sonnenhof (1927/28)         | G   | Zeughausweg 2, 4, 6, 8 592569 / 224240                     |              |
| 416                                            | BW   | Datei hochladen | Schlössli (1838)                     | G   | Schlössliweg 17 591189 / 224846                            |              |
| 416                                            | BW   | Datei hochladen | Aussichtsturm und Gartenhaus (1838)  | G   | Schlössliweg 17a 591111 / 224895                           |              |
| 495                                            | BW   | Datei hochladen | Ehemalige Uhrensteinfabrik (1904)    | G   | Solothurnstrasse 25 592691 / 224984                        |              |
| 515                                            | BW   | Datei hochladen | Gasthof Pfauen (2. Hälfte 17. Jh.)   | G   | Alte Landstrasse 38, 40 592049 / 224998                    |              |
| 568                                            | BW   | Datei hochladen | Uhrensteinfabrik (1918)              | G   | Bielstrasse 21 591732 / 224823                             |              |
| 650                                            | BW   | Datei hochladen | Uhrensteinfabrik (1947)              | G   | Kürzeweg 14 592682 / 225018                                |              |
| 655                                            | BW   | Datei hochladen | Bauernhaus und Schaal (um 1840)      | G   | Hauptstrasse 12 592268 / 224892                            |              |
| 655                                            | BW   | Datei hochladen | Stöckli (um 1840)                    | G   | Hauptstrasse 12b 592259 / 224907                           |              |
| 685                                            | ja   | Datei hochladen | Thellunghaus (1607)                  | G   | Alte Landstrasse 34 592080 / 225007                        |              |
| 962                                            | BW   | Datei hochladen | Fabrikantenvilla (1932)              | G   | Kirchgasse 8 592375 / 225095                               |              |
| 1013; 1415; 1416; 1417; 1425; 1426; 1427; 1428 | BW   | Datei hochladen | Siedlung Sonnenhof (1927/28)         | G   | Meinisbergweg 6, 8, 10, 12, 14, 16, 18, 20 592617 / 224265 |              |
| 1411                                           | BW   | Datei hochladen | Wohnhaus (1927/28)                   | G   | Sonnenhofweg 3 592564 / 224309                             |              |